# Burundi i olympiska spelen
Burundi deltog första gången vid olympiska sommarspelen 1996 i Atlanta och har sedan dess varit med vid varje olympiskt sommarspel. De har aldrig deltagit vid de olympiska vinterspelen. 
Burundi har totalt vunnit två medaljer, Vénuste Niyongabos guld på 5000 meter vid sommarspelen i Atlanta 1996 och Francine Niyonsabas silver på 800 meter 2016. Utöver dessa medaljer har Burundi en fjärdeplats på 10 000 meter, också vid friidrottstävlingarna 1996 i Atlanta, som bästa placering där Aloÿs Nizigama var ca 9 sekunder från bronset.
Vid spelen 1996 och 2000 skickades deltagare enbart i friidrottstävlingarna, medan vid spelen 2004 och 2008 skickades det deltagare i både friidrott och simning. Vid OS i London 2012 deltog man i både friidrott, simning och judo.

## Medaljer
| Guld | Silver | Brons | Totalt antal medaljer |
| ---- | ------ | ----- | --------------------- |
| 1    | 1      | 0     | 2                     |

### Medaljer efter sommarspel
| Spel                | Idrottare        | Guld | Silver | Brons | Totalt | Placering |
| Atlanta 1996        | 7                | 1    | 0      | 0     | 1      | 49        |
| Sydney 2000         | 6                | 0    | 0      | 0     | 0      | –         |
| Aten 2004           | 7                | 0    | 0      | 0     | 0      | –         |
| Peking 2008         | 3                | 0    | 0      | 0     | 0      | –         |
| London 2012         | 6                | 0    | 0      | 0     | 0      | –         |
| Rio de Janeiro 2016 | 9                | 0    | 1      | 0     | 1      | 69        |
| Tokyo 2020          | 6                | 0    | 0      | 0     | 0      | –         |
| Paris 2024          | Framtida tävling |      |        |       |        |           |
| Los Angeles 2028    | Framtida tävling |      |        |       |        |           |
| Brisbane 2032       | Framtida tävling |      |        |       |        |           |
| Totalt              | Totalt           | 1    | 1      | 0     | 2      | 107       |

### Medaljer efter sporter
| Sport            | Guld | Silver | Brons | Totalt |
| Friidrott        | 1    | 1      | 0     | 2      |
| Totalt (1 sport) | 1    | 1      | 0     | 2      |

## Lista över medaljörer
| Medalj | Namn               | Spel                | Sport     | Gren                  | Datum           |
| ------ | ------------------ | ------------------- | --------- | --------------------- | --------------- |
| Guld   | Vénuste Niyongabo  | Atlanta 1996        | Friidrott | Herrarnas 5 000 meter | 3 augusti 1996  |
| Silver | Francine Niyonsaba | Rio de Janeiro 2016 | Friidrott | Damernas 800 meter    | 20 augusti 2016 |